# 神經政治學
神經政治學（Neuropolitics）是研究大脑和政治之间的相互作用的科学。 它结合了来自各种科学领域的工作，包括神经科学、政治学、心理学、行为遗传学、灵长类动物学和民族学 。神經政治學的研究常使用认知神经科学的方法来研究政治学中的经典问题，例如人们如何作出政治方面的決定，形成政治態度或意识形态、评估候选人，以及在政治關係中的互動。但是，另一個研究路線則是考虑了不断发展的政治競爭，对人类和其他物种大脑发育的影響。腦神經政治學的研究通常与基因政治學、政治心理学、政治生理学、社会生物学、神经经济学和神經法學的研究互有關聯。 

## 历史
長久以來，包括柏拉图（Plato）和约翰·洛克（John Locke）在内的哲学家，对人类思想的本质进行理论研究，并将这些理论作為其政治哲学的基础。洛克认为，人類進入世界時心智是一片空白的，而由于自然状态的必然性，组建了政府。尽管洛克接受过医学訓練，但他懷疑大脑的解剖学研究的价值，認為單靠研究大脑无法了解心智。
罗杰·斯佩里（Roger Sperry）等人在1979年首先發表对胼胝體截斷而使兩側大腦半球溝通嚴重受損的病人，進行神經政治學試驗。 研究人员分别向病人的某隻眼睛（因此影像傳送到某側的大脑半球）展示政治人物的照片，并要求他们给出“竖起大拇指”或“竖起大拇指”的评价。 結果两个半球都能够对他们所见的人表现出政治态度。每个半球都试图對測試人物的認同传达给另一个半球。 这项研究表明，神经学方法可以帮助研究人员了解政治态度。 
弗兰斯·德瓦尔（Frans de Waal）于1982年出版的《黑猩猩政治》提出， 黑猩猩等非人类灵长类动物的大脑，使其能够参与对他人的策略運作。 这种“ 马基雅维利智力 ”，促成联盟和政治动力的形成，與人類的同類行為有許多可類比之處。之後罗宾·邓巴（Robin Dunbar）提出的理論，認為动物新皮层的大小与其所能成功處理的社群大小有關係。尽管亚里士多德《政治學》在将人类予其他動物的心智進行比較以作為了解人類政治學的基礎，但德瓦尔和邓巴的工作为阐明大脑与政治之间的关系提供了嚴謹的方法，甚至可用於親緣甚遠的物種。   

## 神經影像學
功能磁共振成像的出现为神经科学提供了新的工具，可用于研究以前难以解决或无法解决的问题。最早使用功能磁共振成像的神经政治學研究，关注的是比較對於国家政治有了解與無甚了解的人，回答政治问题时大脑活动的差异，发现具有政治知识的人在默认模式的大脑网络中活动水平升高，而對政治無甚了解的人同一地區的活動降低。德魯·韋斯頓及其同事随后进行的一项研究证实了针对熟悉政治人士的默认模式网络活动有所增加，并提出了共和党人和民主党人在思考政治问题方面的差异； 後来在他的“政治脑袋”中扩展了他的发现及其对政治运动的启示。